# Albert Sala
Albert Sala Moreno (Terrassa, 15 luglio 1981) è un hockeista su prato spagnolo.

## Palmarès
- Giochi olimpici

Pechino 2008: argento.
- Europei

Lipsia 2005: oro.
Manchester 2007: argento.
- Champions Trophy

Lahore 2004: oro
Chennai 2005: bronzo
Terrassa 2006: bronzo.
- Champions Challenge

Johannesburg 2003: oro.